# Чемпионат мира по лёгкой атлетике в помещении 2016 — эстафета 4×400 метров (мужчины)

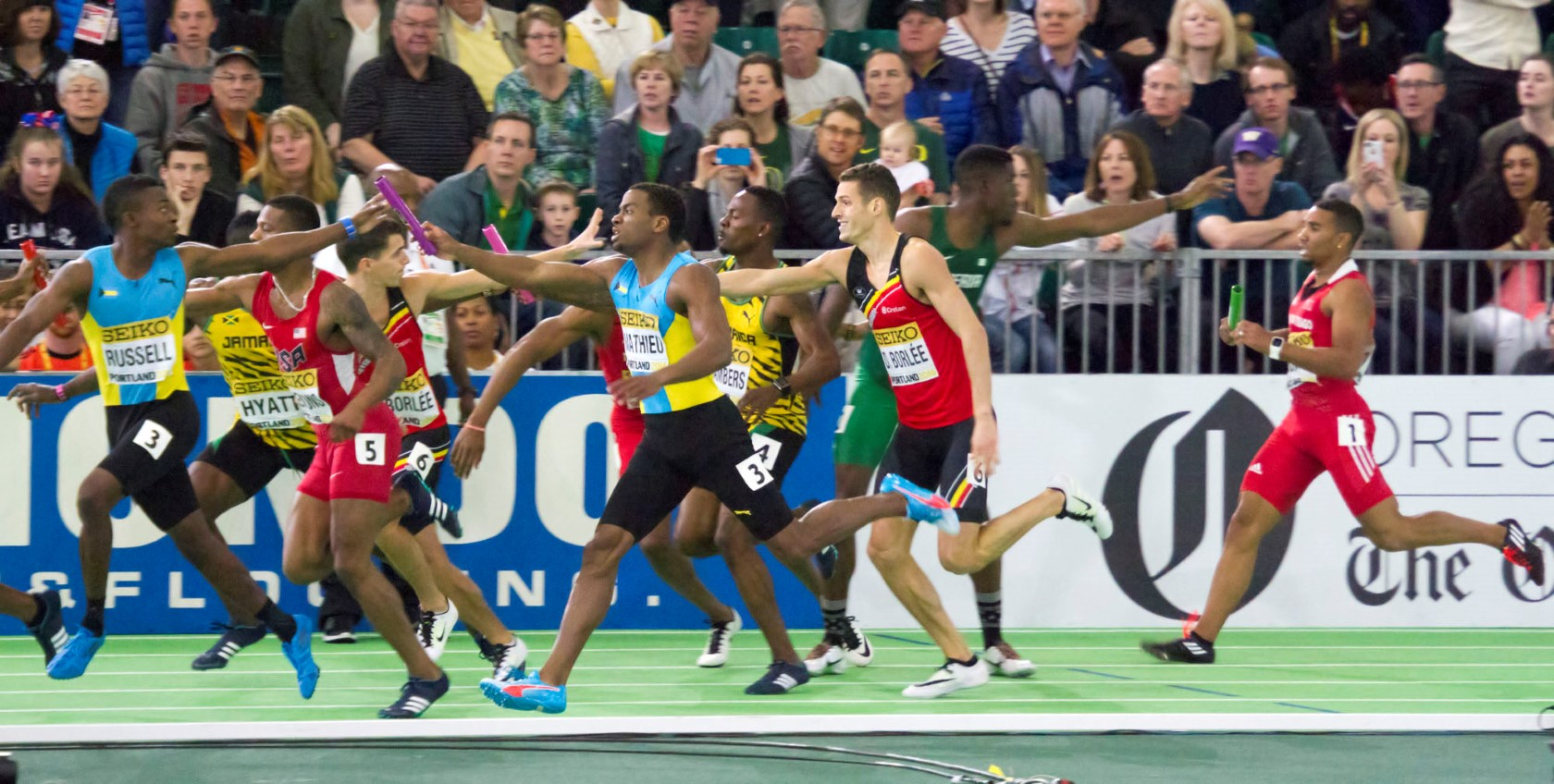
Финал. Передача эстафетной палочки с первого на второй этап

Соревнования в эстафете 4×400 метров у мужчин на чемпионате мира по лёгкой атлетике в помещении в американском Портленде прошли 19 и 20 марта 2016 года на арене «Oregon Convention Center».
Действующим зимним чемпионом мира в эстафете 4×400 метров являлась сборная США.

## Рекорды
До начала соревнований действующими были следующие рекорды в помещении.
| Мировой рекорд                 | США · Кайл Клемонс · Дэвид Вербург · Кайнд Батлер · Кэлвин Смит         | 3.02,13 | Сопот, Польша  | 9 марта 2014    |
| Рекорд чемпионатов мира        | США · Кайл Клемонс · Дэвид Вербург · Кайнд Батлер · Кэлвин Смит         | 3.02,13 | Сопот, Польша  | 9 марта 2014    |
| Лучший результат сезона в мире | Флоридский университет Эрик Футч Адекунле Фасаси Наджи Гласс Арман Холл | 3.04,02 | Фейетвилл, США | 27 февраля 2016 |

## Расписание
| Дата          | Время | Раунд соревнований     |
| ------------- | ----- | ---------------------- |
| 19 марта 2016 | 12:40 | Предварительные забеги |
| 20 марта 2016 | 14:50 | Финал                  |

Время местное (UTC-8)

## Медалисты
| Золото                                                                                             | Серебро                                                                                 | Бронза |
| США · Кайл Клемонс · Кэлвин Смит · Кристофер Гистинг · Вернон Норвуд · Элвионн Бэйли · Патрик Фини | Багамские Острова · Майкл Мэтью · Алонсо Расселл · Шавес Харт · Крис Браун · Эшли Райли | Тринидад и Тобаго · Джаррин Соломон · Лалонде Гордон · Аде Аллейн-Форте · Деон Лендор · Рондел Соррилло · Мейчел Седенио |

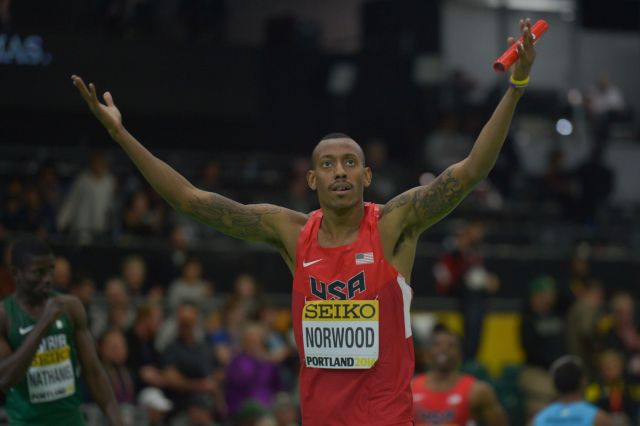
Вернон Норвуд, завершавший победную эстафету сборной США

Курсивом выделены участники, выступавшие только в предварительных забегах

## Результаты
Обозначения: Q — Автоматическая квалификация | q — Квалификация по показанному результату | WR — Мировой рекорд | AR — Рекорд континента | CR — Рекорд чемпионатов мира | NR — Национальный рекорд | WL — Лучший результат сезона в мире | SB — Лучший результат в сезоне | DNS — Не стартовали | DNF — Не финишировали | DQ — Дисквалифицированы

### Предварительные забеги
Квалификация: первые 2 команды в каждом забеге (Q) плюс 2 лучших по времени (q) проходили в финал.

| Место | Команда                                                                                | Забег | Результат | Примечания |
| ----- | -------------------------------------------------------------------------------------- | ----- | --------- | ---------- |
| 1     | США (Элвионн Бэйли, Кэлвин Смит, Кристофер Гистинг, Патрик Фини)                       | 2     | 3:05.41   | Q          |
| 2     | Ямайка (Рикардо Чемберс, Дейн Хайятт, Демиш Гей, Нейтон Аллен)                         | 2     | 3:07.30   | Q, SB      |
| 3     | Бельгия (Дилан Борле, Джонатан Борле, Робин Вандербемден, Кевин Борле)                 | 1     | 3:07.39   | Q, SB      |
| 4     | Багамские Острова (Майкл Мэтью, Шавес Харт, Эшли Райли, Крис Браун)                    | 1     | 3:07.55   | Q, SB      |
| 5     | Тринидад и Тобаго (Рондел Соррилло, Джаррин Соломон, Аде Аллейн-Форте, Мейчел Седенио) | 1     | 3:07.83   | q, SB      |
| 6     | Нигерия (Чиди Окези, Ноа Акву, Абиола Онакоя, Иса Салиху)                              | 2     | 3:07.98   | q, SB      |
| 7     | ЮАР (Тапело Фора, Офентсе Могаване, Йон Селигер, Шон Де Ягер)                          | 1     | 3:08.45   | NR         |

### Финал
Финал в эстафете 4×400 метров у мужчин состоялся 20 марта 2016 года. На протяжении первых двух этапов вровень шли сразу четыре сборные: США, Багамские Острова, Тринидад и Тобаго и Бельгия, с незначительным преимуществом лидировали американцы. Однако в начале третьего этапа бельгиец Робин Вандербемден выронил эстафетную палочку из рук, тем самым вычеркнув свою команду из претендентов на пьедестал. А затем американец Кристофер Гистинг отлично провёл свой отрезок, создав для финишёра Вернона Норвуда комфортный отрыв. Сборная США одержала победу за явным преимуществом, шестую подряд на зимних чемпионатах мира и десятую вообще. Показанный результат оказался всего лишь на 0,32 секунды хуже мирового рекорда. Сборные Багам и Тринидада и Тобаго установили новые национальные достижения.
| Место | Команда                                                                            | Результат | Примечания |
| ----- | ---------------------------------------------------------------------------------- | --------- | ---------- |
| 1     | США (Кайл Клемонс, Кэлвин Смит, Кристофер Гистинг, Вернон Норвуд)                  | 3:02.45   | WL         |
| 2     | Багамские Острова (Майкл Мэтью, Алонсо Расселл, Шавес Харт, Крис Браун)            | 3:04.75   | NR         |
| 3     | Тринидад и Тобаго (Джаррин Соломон, Лалонде Гордон, Аде Аллейн-Форте, Деон Лендор) | 3:05.51   | NR         |
| 4     | Ямайка (Рикардо Чемберс, Дейн Хайятт, Демиш Гей, Фитцрой Данкли)                   | 3:06.02   | SB         |
| 5     | Нигерия (Ноа Акву, Чиди Окези, Абиола Онакоя, Самсон Натаниэль)                    | 3:08.55   |            |
| 6     | Бельгия (Дилан Борле, Джонатан Борле, Робин Вандербемден, Кевин Борле)             | 3:09.71   |            |